# Віктор Давіла
Віктор Алехандро Давіла Савала (ісп. Víctor Alejandro Dávila Zavala, нар. 4 листопада 1997, Ікіке, Чилі) — чилійський футболіст, нападник мексиканського клубу «Америка» та національної збірної Чилі.

## Ігрова кар'єра

### Клубна
Віктор Давіла є вихованцем клубу «Уачипато», в основі якого він дебютував у листопаді 2014 року у матчі чемпіонату Чилі. Влітку 2017 року футболіст перейшов до складу мексиканського клубу «Некакса» і в жовтні вже зіграв першу гру в основі нової команди.
На початку 2019 року Давіла приєднався до іншого мексикансткого клубу - «Пачука», де провів наступні два роки.
У січні 2021 року Давіла перейшов до «Леона», з яким виграв Кубок ліг у 2021 році та у 2023 Лігу чемпіонів КОНКАКАФ.
У серпні 2023 року Давіла підписав контракт на чотири роки з російським клубом ЦСКА і 25 серпня дебютував у РПЛ, коли вийшов на заміну у другому таймі матчу проти «Оренбурга».

### Збірна
У 2017 році у складі молодіжної збірної Чилі Давіла брав участь у молодіжному чемпіонаті Південної Америки, що проходив в Еквадорі. На турнірі нападник зіграв чотири поєдинки.
У жовтні 2018 року у товариському матчі проти команди Перу Віктор Давіла дебютував у національній збірній Чилі.
У вересні 2024 року Давіла повернувся до Мексики, де приєднався до столичного клубу «Америка».

## Титули
Некакса
 Переможець Кубка Мексики: 2018
 Переможець Суперкубка Мексики: 2018
Леон
 Переможець Кубка ліг: 2021
 Переможець Ліги чемпіонів КОНКАКАФ: 2023